# Fedele Amante
Fedele Amante (Napoli, 10 aprile 1794 – Napoli, 16 marzo 1851) è stato un astronomo, geodeta e docente italiano.
Napoletano di origine, figlio di Giovanni un consigliere dell'Intendenza di Napoli, fu educato a Milano, ove ebbe fra i suoi precettori Ferdinando Visconti, prima al Liceo Portanova e poi al Collegio Borromeo. Successivamente compì i suoi studi di matematica all'Università degli Studi di Pavia con il professore Vincenzo Brunacci, inoltre si avvicinò all'astronomia sotto la guida di Barnaba Oriani. Nel 1815 ritornò a Napoli dove insegnò astronomia e geodesia nell'Officio Topografico; qui fu incaricato da Visconti di seguire tutte le osservazioni astronomiche e i relativi calcoli. Nel 1827 divenne anche professore di geodesia nel Collegio militare della Nunziatella, dove ebbe come allievo Giovanni Novi (Napoli, 31 dicembre 1826 - Pisa, 10 dicembre 1866), professore di algebra superiore all'Università di Pisa.
Partecipò ai moti del 1848 insieme a suo figlio Giovanni che era allievo di Francesco De Sanctis. alla Nunziatella nel 1842 e nel suo studio privato dal 1845 e che fu arrestato per motivi politici nel 1847. Dopo il fallimento della rivolta, il 18 dicembre 1848, per i suoi sentimenti liberali fu allontanato d'autorità dalla Scuola militare "Nunziatella" di Napoli, assegnando le lezioni a Michele Rinonapoli, con i colleghi De Sanctis, Errico Alvino e Filippo Cassola. 